# 양천도서관
양천도서관은 대한민국 서울특별시 양천구 목동서로 113 (목5동 905)에 위치한 공립도서관이다.

## 연혁
- 1990년 7월 9일 목동도서관이란 명칭으로 개관함.
- 1991년 7월 1일 시청각실을 개실함.
- 1996년 10월 26일 멀티미디어실을 개실함.
- 1999년 7월 5일 명칭을 목동도서관에서 양천도서관으로 변경함.
- 2000년 12월 14일 전자정보실을 개실함.

## 시설
- 1층: 어린이자료실, 열람자휴게실, 식당, 문화활동지원과
- 2층: 종합자료실, 강당, 관장실, 학교도서관지원과, 관리과
- 3층: 청소년열람실, 자료봉사과
- 4층: 전자정보실, 성인열람실
- 5층: 시청각실, 예비열람실, 청소년상담센터

## 대출가능한 자료의 종류와 수, 기간
- 도서자료는 14일간의 기한으로 3권을 대출할 수 있으며, 1회에 한하여 7일 연장이 가능하다.
- 비도서자료에 대해서는 서울시 도서관 길잡이, 양천도서관 홈페이지 어느 곳에서도 언급하고 있지 않다.
- 동일 자료의 재대출은 반납 3일 후 가능하다.
- 대출 예약: 17:00까지 홈페이지에서 신청하면 1층 대출기에서 익일 09:00까지 대출 가능

## 개방 시간
| 이용 시간    | 평일          | 평일          | 주말          | 주말          |
| ------------ | ------------- | ------------- | ------------- | ------------- |
| 세부         | 3 - 10월      | 11 - 2월      | 3 - 10월      | 11 - 2월      |
| 종합자료실   | 09:00 - 20:00 | 09:00 - 19:00 | 09:00 - 17:00 | 09:00 - 17:00 |
| 전자정보실   | 09:00 - 18:00 | 09:00 - 18:00 | 09:00 - 17:00 | 09:00 - 17:00 |
| 어린이자료실 | 09:00 - 18:00 | 09:00 - 18:00 | 09:00 - 17:00 | 09:00 - 17:00 |
| 일반열람실   | 07:00 - 22:00 | 08:00 - 22:00 | 07:00 - 22:00 | 08:00 - 22:00 |

- 전자정보실은 중학생 이상 1인당 1일 2회, 1회 1시간 이용할 수 있다.

### 정기휴관일
- 매월 1, 3째주 목요일, 법정공휴일, 임시휴관일